# Georgi Atanasov (skladatel)
Georgi Atanasov (bulharsky Георги Атанасов) (6. května 1882 Plovdiv – 7. listopadu 1931 Gardone Riviera) byl bulharský skladatel.
Narodil se v Plovdivu. Svá formální studia hudby zahájil v Bukurešti ve věku 14 let. V letech 1901 až 1903 studoval skladbu na Rossiniho konzervatoři v Pesaru u Pietra Mascagniho. Po obdržení diplomu s titulem „maestro“ se vrátil do Bulharska, kde se stal známým jako vůdce vojenských hudebních skupin. Dirigoval Sofijskou národní operu v sezóně 1922/23.
Byl prvním profesionálním bulharským operním skladatelem.

## Opery
- Borislav (1911)
- Moralisti (opereta) (1916)
- Gergana (1917)
- Zapustjalata vodenica (Zpustlý vodní mlýn) (1923)
- Cveta (1925)
- Kosara (1929)
- Alcek (1930)

## Jeho odkaz
- Atanasův hřbet v Antarktidě nese jeho jméno.
- Vojenská hudební škola Georgiho Atanasova byla do roku 2001 institucí Bulharské lidové armády a Bulharských ozbrojených sil pro vojenské hudebníky.